# Museu Cardina
O Museu Cardina é um museu etnográfico português, localizado na ilha do Porto Santo, Madeira. Inaugurado em 2006, é um dos dois museus existentes na ilha e o único privado, cujo proprietário é José Cardina.
O seu espólio constitui um testemunho da história do Porto Santo, especificamente do quotidiano das suas gentes desde os tempos do povoamento da ilha. Assim, podem contemplar-se peças e artefactos, concebidos ou recuperados pelo proprietário, que retratam os fazeres domésticos, a agricultura, a lavoura, a pesca, os fontanários e os ofícios que outrora caracterizaram o dia-a-dia da população porto-santense.

## História
O museu nasce da paixão pessoal de José Cardina de Freitas Melim por preservar a memória histórica do quotidiano dos habitantes do Porto Santo, sua terra-natal, que estava em vias de desaparecimento, como consequência do abandono do modo de vida primitivo desta comunidade. Deste modo, José Cardina começou a colecionar e a recuperar artefactos que, de alguma forma, fizessem parte da história da ilha, concebendo também modelos em miniatura como ferramentas de artesão (à escala 1:5) e fontanários de água natural existentes na ilha (à escala 1:10).
Recuperar e reproduzir estas peças e artefactos permite dar uma imagem real do que era a vida difícil de quem trabalhava na lavoura, na pesca e noutros ofícios típicos da ilha, num passado não muito distante. A forma octogonal do edifício onde se encontra o museu é em si mesma uma homenagem à história do Porto Santo, derivada da arquitetura do antigo moinho de vento que ali estava instalado, representando em tamanho real o género dos moinhos que existiam por toda a ilha.
O museu foi inaugurado no dia 25 de agosto de 2006, propriedade de José Cardina, que estimou ter gasto cerca de 300 mil euros neste seu projeto. Encontra-se organizado e dividido em duas partes: o piso térreo, onde se expõem peças de vários ofícios antigos; e o primeiro piso, que apresenta réplicas dessas peças e dos 16 fontanários existentes na ilha. Em suma, encontram-se em exibição peças relacionadas com a atividade doméstica (ex.: utensílios de cozinha, de conversação da carne), com a profissão (ex.: utensílios da lavoura, caça, pesca, tanoaria, ferraria) e com a atividade vinícola (ex.: lagares).
Em novembro de 2016, o Governo Regional mostrou-se disponível a celebrar um protocolo de colaboração com o Museu Cardina, no sentido de o divulgar e integrar na rede regional de museus e na promoção turística. No dia 20 de março de 2018, foi finalmente assinado um protocolo entre o proprietário do Museu Cardina, a Direção Regional da Cultura, a Direção Regional da Administração do Porto Santo e o município do Porto Santo.